# Wahrnehmungsstörung
Eine Wahrnehmungsstörung ist eine Störung in der Verarbeitung von Sinneseindrücken im Zentralnervensystem. Wahrnehmungsstörungen im engeren Sinne liegen dann vor, wenn die Erfassung von Sinnesreizen (z. B. Spüren), die Verbindung der Sinnessysteme untereinander oder die geordnete Abfolge bei der Verarbeitung von Sinnesreizen betroffen sind.
Man unterscheidet nach Félicie Affolter zwischen modalitätsspezifischer, intermodaler oder serialer Wahrnehmungsstörung. Diese Arten von Wahrnehmungsstörungen sind an ihrem Modell der Wahrnehmungsentwicklung orientiert.

## Wahrnehmungsprobleme allgemein
Ist man taub oder blind, sieht schlecht oder hört schlecht, ist dies für gewöhnlich auf eine Schädigung des Sinnesorgans zurückzuführen; die Reizaufnahme aus der Umwelt durch die Sinnesorgane ist nicht möglich oder gestört. Diese Störungen der Sinnesorgane lassen sich teilweise durch Hilfsmittel wie Brillen oder Hörgeräte kompensieren. Eine vollkommene Einschränkung des Sinnesorgans äußert sich dadurch, dass sie durch solche Hilfsmittel nicht kompensiert werden kann.
Es gibt aber auch Fälle, in denen die Sinnesorgane offenbar zu funktionieren scheinen; verschiedene Reize werden empfangen: das Ohr hört, die Nase riecht und die Augen sehen. Dennoch scheint die Verarbeitung der Sinneseindrücke gestört – die Wahrnehmung des Gesehenen oder Gehörten gelingt nicht wie gewünscht. Hier sind Hilfsmittel wie Brille oder Hörgerät also aus anderen Gründen ohne Nutzen. Wenn es organisch nichts gibt, das auf eine Ursache deutet (z. B. eine Netzhautablösung im Auge), kann die geistige Verarbeitung der Reize im Gehirn gestört sein, die Organisation und Interpretation der elektrischen Impulse gelingt nicht oder nur unzureichend, wodurch der Sinnesreiz nicht ins Bewusstsein vordringen kann und somit für die Person ohne Bedeutung bleibt. In diesem Falle ist die mangelhafte Weiterverarbeitung der aufgenommenen Sinnesreize Grund für die Störung, es gibt eine Störung im Wahrnehmungsprozess.

## Verschiedene Ursachen
Die Ursache von Störungen in der Wahrnehmung kann organischen Ursprungs sein. Ein Beispiel für eine organische Ursache ist eine Störung der Hirnfunktion, welche wiederum pränatale, perinatale oder postnatale Gründe haben kann; also bereits im Mutterleib, bei der Geburt oder erst nach der Geburt des von Wahrnehmungsstörungen betroffenen Menschen erworben sein.
Aufgrund der giftigen Wirkung des Ethanols auf das zentrale Nervensystem können alkoholische Getränke sowie psychoaktive Drogen und Halluzinogene zu Wahrnehmungsstörungen führen. Bekannt sind zum Beispiel Versuche mit LSD. Auch eine psychische Krankheit kann zu Wahrnehmungsstörungen führen.

## Arten von Wahrnehmungsstörungen

### Modalitätsspezifisch
Innerhalb des Wahrnehmungsprozesses kann es an verschiedenen Stellen zu Störungen kommen.
Im Bereich der modalitätsspezifischen Wahrnehmungsstörung ist nur die Verarbeitung einer Art von Sinnesreizen gestört, z. B. auditiv, visuell, taktil, kinästhetisch oder olfaktorisch. Eine Möglichkeit hier ist die fehlende Zuordnung von Bedeutung zu einem Sinnesreiz; die Integration von Reizen mit vorhandenem Wissen bzw. Erfahrungen gelingt nicht. Ein Beispiel einer visuellen Wahrnehmungsstörung wäre: der visuelle Reiz einer Rose wird nicht als „Rose“ identifiziert. Weitere Möglichkeiten einer modalitätsspezifischen Wahrnehmungsstörung sind beispielsweise die Unfähigkeit, ähnliche Reize zu unterscheiden: Ähnlich aussehende Buchstaben oder ähnlich klingende Laute können nicht oder nur schwer unterschieden werden. Auch die Unfähigkeit, aus einer Vielzahl von Geräuschen ein einziges herauszufiltern, also einen bestimmten Reiz unter anderen Reizen wahrzunehmen. Ein weiteres Beispiel für eine modalitätspezifische Wahrnehmungsstörung ist die Prosopagnosie, auch Gesichtsblindheit genannt. Die Betroffenen können sehen, können Gesichter aber nicht verarbeiten. Die Störung ist auf die Verarbeitung von Gesichtern beschränkt, alles andere was visuell aufgenommen wird, kann auch weiterverarbeitet und eingeordnet werden. Bei einer visuellen Wahrnehmungsstörung wie der Prosopagnosie kann es dem Betroffenen eine Hilfe sein, Personen soweit möglich nicht durch ihr Gesicht zu unterscheiden, sondern beispielsweise durch ihre Stimme, ihre Kleidung, die Frisur oder andere besondere Merkmale. Auch Auditive Verarbeitungs- und Wahrnehmungsstörungen, sind ein Beispiel für modalitätsspezifische Wahrnehmungsstörungen. Bei diesen Störungen läuft die Verarbeitung von Schallwellen trotz intakten Gehörs nicht reibungslos ab und äußert sich auf unterschiedliche Art und Weise.

### Intermodal
Eine intermodale Wahrnehmungsschwäche liegt dann vor, wenn Reize verschiedener Sinnesorgane nicht miteinander in Verbindung gebracht werden können. Schaut man beispielsweise fern, sind mehrere Sinnesorgane an der Aktivität „fernsehen“ beteiligt: das Ohr hört und das Auge sieht. Der Zuschauer integriert die Geräusche des Filmes mit dem gesehenen Bild. Dasselbe Zusammenspiel mehrerer Reize lässt sich auch beobachten, wenn man nach einem Gegenstand greift: ein Gegenstand wird visuell wahrgenommen und man streckt die Hand aus, um ihn zu ergreifen. Bei einer intermodalen Wahrnehmungsstörung gelingt dieses Zusammenspiel mehrerer Reize nicht. So kann sich eine intermodale Wahrnehmungsstörung dadurch äußern, dass eine Person nicht zeitgleich eine Melodie hören kann und rhythmisch zu dieser klatschen kann, oder wenn eine Person bei einem Diktat nicht folgen kann. Hier lassen sich die auditiven und die taktil-kinästhetischen Reize nicht miteinander in Verbindung bringen, es kommt zu „Aussetzern“ wie vielen Schreibfehlern oder dem Auslassen von Wörtern.

### Serial
Bei der serialen Wahrnehmungsstörung können Sinnesreize in keine (sinnvolle) Reihenfolge gebracht werden. Beispielsweise vergessen Personen mit Wahrnehmungsstörungen Schritte in der Abfolge einer Tätigkeit oder vertauschen die Reihenfolge der Schritte, so dass ein Erreichen des Tätigkeitsziels verhindert wird. Dies kann ein Schritt beim Kochen sein, oder eine fehlerhafte Abfolge beim Anziehen. Werden beispielsweise die Schuhe vor den Socken angezogen, ist die Abfolge des Anziehens gestört – das Anziehen der Socken gelingt nun nicht mehr. Wird beim Kochen vergessen, die Herdplatte einzuschalten, ist das Kochen der Nudeln nicht möglich. Menschen mit Wahrnehmungsstörungen sehen häufig nur den „gegenwärtigen“ Schritt, sind aber nicht in der Lage, die nächsten Schritte der Tätigkeit in ihr Handeln miteinzuplanen. Häufig ist ein „Wiederansetzen“ an dem Punkt, an dem der Fehler entstanden ist, nicht möglich, und die von Wahrnehmungsstörungen betroffene Person beginnt die gesamte Tätigkeit von vorn, da es ihr nicht möglich ist, in der Mitte der Tätigkeit wiedereinzusteigen und den Fehler zu beheben. Hier kann die Ursache jedoch auch in einem anderen Bereich liegen, nämlich im Gedächtnis und entsprechenden Hirnfunktionen, die durch Erkrankungen wie Demenz oder Alzheimer gestört sind.

## Folgen von Wahrnehmungsstörungen
Wahrnehmungsstörungen beeinträchtigen das Leben der betroffenen Personen – nicht nur durch die Störung selbst, sondern auch durch die daraus resultierenden Folgeerscheinungen wie beispielsweise Probleme beim Lernen von Lesen, Schreiben und Rechnen. Auch für das Leben in der Gesellschaft haben Wahrnehmungsstörungen Folgen: Störungen in der Wahrnehmung sind für andere Personen auf den ersten Blick häufig nicht sichtbar; die betroffenen Menschen wirken erst einmal gesund und an ihrem Verhalten ist nichts Auffälliges zu erkennen. Ihr durch die Wahrnehmungsstörung beeinflusstes Verhalten wird aber bei genauerer Betrachtung von Außenstehenden als aggressiv, unangepasst, ungeschickt, passiv oder überdreht wahrgenommen.

## Behandlungsmethoden
Voraussetzung für die Auswahl einer entsprechenden Behandlungsmethode ist eine Diagnose.
Durch Auseinandersetzung mit der Umwelt im Rahmen von problemlösenden Alltagsgeschehnissen gelangt ein Mensch zum Wissen, wie die Beziehung zwischen Körper und Umwelt beschaffen ist; er erhält gespürte Wahrnehmungsinformation. Bei gestörter taktil-kinästhischer Wahrnehmung kann man nach der Affolter-Methode durch gezieltes „Führen“ an Händen und Körper zur Verbesserung der gespürten Informationssuche beitragen.
Ziel in der Psychotherapie ist eine Erweiterung der gespürten Erfahrung und die Verbesserung der Wahrnehmungsorganisation. Dadurch können die betroffenen Menschen im Laufe der Zeit ein größeres Verständnis, mehr Flexibilität, Selbstständigkeit und verbesserte sprachliche Leistungen erreichen.